# Muribeca
Muribeca là một đô thị thuộc bang Sergipe, Brasil. Đô thị này có diện tích 82 km², dân số năm 2007 là 7196 người, mật độ 87,76 người/km².